# Lista meczów reprezentacji Izraela w piłce nożnej mężczyzn na Letnich Igrzyskach Olimpijskich
Mecze reprezentacji Izraela na Igrzyskach Olimpijskich

## Meksyk 1968
| Nr | Przeciwnik | Miejsce            | Data                 | Runda           | Wynik                                                         |
| -- | ---------- | ------------------ | -------------------- | --------------- | ------------------------------------------------------------- |
| 1  | Ghana      | León Meksyk        | 13 października 1968 | I runda grupowa | 5:3 (3:2)                                                     |
| 2  | Salwador   | León Meksyk        | 15 października 1968 | I runda grupowa | 3:1 (2:1)                                                     |
| 3  | Węgry      | Guadalajara Meksyk | 17 października 1968 | I runda grupowa | 0:2 (0:1)                                                     |
| 4  | Bułgaria   | León Meksyk        | 20 października 1968 | Ćwierćfinał     | 1:1 (1:1, 1:1, 0:1), po dogrywce. Losowanie wygrała Bułgaria. |

## Montreal 1976
| Nr | Przeciwnik | Miejsce         | Data          | Runda           | Wynik     |
| -- | ---------- | --------------- | ------------- | --------------- | --------- |
| 5  | Gwatemala  | Toronto Kanada  | 19 lipca 1976 | I runda grupowa | 0:0       |
| 6  | Meksyk     | Montreal Kanada | 21 lipca 1976 | I runda grupowa | 2:2 (0:2) |
| 7  | Francja    | Montreal Kanada | 23 lipca 1976 | I runda grupowa | 1:1 (0:0) |
| 8  | Brazylia   | Toronto Kanada  | 25 lipca 1976 | Ćwierćfinał     | 1:4 (0:0) |

Bilans
|                 | zwycięstwa | remisy | porażki |
| ogółem          | 2          | 4      | 2       |
| dom             | 0          | 0      | 0       |
| wyjazd          | 0          | 0      | 0       |
| neutralny teren | 2          | 4      | 2       |

|                 | strzelone | stracone |
| ogółem          | 13        | 14       |
| dom             | 0         | 0        |
| wyjazd          | 0         | 0        |
| neutralny teren | 13        | 14       |